# Polze
En l'anatomia humana, el polze o dit gros és el primer dit d'una mà. Es pot oposar completament als quatre altres dits i pot tocar la resta de dits des de la seva punta fins a la base, i fins i tot la part superior del palmell de la mà. Aquesta qualitat dona a la mà dels humans - i en general dels primats - un avantatge evolutiu molt notable, ja que mitjançant aquesta funció anatòmica el polze pot manipular objectes grossos aidant-se del palmell de la mà, i objectes mitjans o petits amb l'ajut d'un o més dits.

## Origen
L'evolució del polze oposable o prènsil normalment s'associa amb Homo habilis, el predecessor dHomo sapiens. És el resultat de l'evolució dHomo erectus (aproximadament un milió d'anys enrere) mitjançant una sèrie d'etapes antropomòrfiques intermediàries, com que és un procés evolutiu molt complicat.

## Anatomia humana
El polze humà està format per ossos i per músculs.

### Ossos
Està format per tres ossos, que de distal a proximal són:
- Falange distal
- Falange proximal
- Primer metacarpià

### Músculs
Els moviments del polze estan controlats per 8 músculs:
| Nom                      | Origen    | Innervació    |
| Extensor llarg del polze | Avantbraç | Nervi radial  |
| Abductor llarg del polze | Avantbraç | Nervi radial  |
| Flexor llarg del polze   | Avantbraç | Nervi radial  |
| Extensor curt del polze  | Avantbraç | Nervi radial  |
| Abductor curt del polze  | Mà        | Nervi medià   |
| Flexor curt del polze    | Mà        | Nervi medià   |
| Oponent del polze        | Mà        | Nervi medià   |
| Abductor del polze       | Mà        | Nervi cubital |

## Simbologia
Hi ha molts gestos culturals en què intervé el polze. Per exemple, el polze aixecat indica aprovació, mentre que apuntant cap avall indica negació o crítica. Sembla que el gest ve dels combats de gladiadors romans, on els caps decidien la mort del perdedor o amnistiar-lo amb un gest del polze.
Amb el polze es pot demanar a un cotxe que s'aturi per a pujar-hi en l'autoestop (en alguns països, s'usa també per a avisar els taxis).